# Маріетт Гартлі
Маріетт Гартлі (англ. Mariette Hartley, нар. 21 червня 1940) — американська характерна актриса і телеведуча, лауреатка премії « Еммі» (1979).

## Кар'єра
Гартлі розпочала свою кар'єру у підлітковому віці, працюючи в театрі. В 1962 році вона дебютувала на великому екрані, з головної жіночої ролі у вестерні « Скачи по високогір'ю», яка принесла їй номінацію на премію BAFTA. Потім вона знялася у фільмах «Джунглі Африки» (1963) та « Марні» (1964). З того часу Маріетт частіше працювала на телебаченні, де у 1965—1966 роках знімалася у прайм-тайм мильній опері « Пейтон-Плейс», а також з'являлася у вестернах « Димок зі ствола» та « Бонанза». Також вона була помітна в кінофільмах « Загублені» (1969), «Повернення графа Йорги» (1971), « Крадіжка літаків» (1972) і « Чудова сімка знову в сідлі» (1972).
У 1979 році Гартлі виграла премію « Еммі» у категорії « Найкраща актриса в драматичному серіалі» за роль у серіалі «Неймовірний Галк», з'являючись лише в одному епізоді шоу. Вона отримала ще п'ять номінацій на Еммі протягом своєї кар'єри. В 1982 році Маріетт Гартлі номінувалася на канадську премію « Геній» за головну роль у фільмі «Неправильні канали». З того часу вона з'явилася у фільмах «Дружина О'Гари» (1982), «1969» (1988) та « Заморожений каліфорнієць» (1992).
На телебаченні Гартлі зіграла провідні ролі в серіалах Goodnight, Beantown (1983—1984) і WIOU (1990—1991), які недовго проіснували. Також вона зіграла головні ролі у низці зроблених для телебачення фільмах. Гартлі в різні роки знімалася в телесеріалах: « Човен любові», « Вона написала вбивство», « Морська поліція: Спецвідділ», «Анатомія Грей», « Мертва справа», « Зоряний шлях: Оригінальний серіал», « Велике кохання» та « Менталіст». З 2003 по 2011 рік з'явилася у шести епізодах « Закон і порядок: Спеціальний корпус», граючи роль адвокатки захисту.
В 1987 році Гартлі була удостоєна іменної зірки на Голлівудській «Алеї слави» .

## Особисте життя
Гартлі народилася 1940 року у Вестоні, штат Коннектикут у США . Вона була одружена тричі і має двох синів від другого шлюбу. Гартлі страждає від біполярного розладу . Це спонукало її стати засновником американського фонду із запобігання самогубствам .

## Вибрана фільмографія
| Рік       |   | Українська назва                    | Оригінальна назва                 | Роль                                 |
| --------- | - | ----------------------------------- | --------------------------------- | ------------------------------------ |
| 1962      | ф | Скачи по горах                      | Ride the High Country             | Ельза Кнудсен                        |
| 1963—1974 | с | Димок зі ствола                     | Gunsmoke                          | різні персонажі                      |
| 1964      | с | Сутінкова зона                      | The Twilight Zone                 | Сандра Хорн                          |
| 1964      | ф | Марні                               | Marnie                            | Сьюзан Клейбон                       |
| 1965—1971 | с | Бонанза                             | Bonanza                           | різні персонажі                      |
| 1969      | с | Зоряний шлях: Оригінальний серіал   | Star Trek: The Original Series    | Заробити                             |
| 1969      | ф | Загублені                           | Marooned                          | Бетті Ллойд                          |
| 1970      | с | Доктор Маркус Уелбі                 | Marcus Welby, M.D.                | Меггі Лінч                           |
| 1970—1973 | с | ФБР                                 | The F.B.I.                        | До Райлі / Джессіка Боулінг          |
| 1972      | ф | Угонщик літаків                     | Skyjacked                         | Харрієт Стівенс                      |
| 1972      | ф | Чудова сімка знову у сідлі          | The Magnificent Seven Ride!       | Арілла Адамс                         |
| 1973—1974 | с | Вулиці Сан-Франциско                | The Streets of San Francisco      | Боні Харріс / Андреа "Дре" Маккормік |
| 1974—1977 | с | Коломбо                             | Columbo                           | Вероніка / Айлін Макре               |
| 1976      | с | Маленький будиночок у преріях       | Little House on the Prairie       | Елізабет Термонд                     |
| 1977      | с | Жінка-поліцейський                  | Police Woman                      | Глорія Тернер                        |
| 1979      | с | Польовий шпиталь                    | M*A*S*H                           | доктор Інга Халворсен                |
| 1979      | с | Досьє детектива Рокфорда            | The Rockford Files                | Алтея Морган                         |
| 1983      | с | Човна кохання                       | The Love Boat                     | Березня Чемберс                      |
| 1992      | ф | Заморожений каліфорнієць            | Encino Man                        | місіс Морган                         |
| 1992      | с | Вона написала вбивство              | Murder, She Wrote                 | Сьюзан Ліндсі                        |
| 1999—2001 | с | Одне життя, щоб жити                | One Life to Live                  | сестра Мері Деніел                   |
| 2000      | с | Детектив Неш Бріджес                | Nash Bridges                      | Ліббі                                |
| 2003—2011 | с | Закон і порядок: Спеціальний корпус | Law & Order: Special Victims Unit | Лорна Скаррі                         |
| 2005      | с | NCIS: Полювання на вбивць           | NCIS                              | Ханна Лоуелл                         |
| 2006      | ф | Кохання у великому місті            | Novel Romance                     | Марті МакКол                         |
| 2007      | с | Бруд                                | Dirt                              | Дороти Спіллер                       |
| 2008      | с | Врятувати Грейс                     | Saving Grace                      | Емілі Джейн Ада                      |
| 2008      | с | Анатомія Грей                       | Grey's Anatomy                    | Бетті Кеннер                         |
| 2008      | с | Мертва справа                       | Cold Case                         | Глорія Флегстоун у 2008 році         |
| 2009      | с | Чистильник                          | The Cleaner                       | Джейн О'Хара                         |
| 2011      | с | Велике кохання                      | Big Love                          | мер                                  |
| 2013      | с | Менталіст                           | The Mentalist                     | Еліз Вогелсон                        |
| 2018      | с | 9-1-1                               | 9-1-1                             | Патріша Кларк                        |